# 박현양
박현양(1940년 1월 9일~2020년 9월 18일)은 대한민국의 정치인이다. 제7대 인천 서구청장을 역임했다.

## 학력
- 인천석남국민학교 졸업
- 인천대건중학교 졸업
- 인천기계공업고등학교 졸업
- 인하대학교 졸업

## 경력
- 1998.07~2002.06 제7대 인천광역시 서구청장
- 2000.01.20 새천년민주당 창당
- 2002.05 새천년민주당 탈당

## 역대 선거 결과
|  | 46.94% |

|  | 11.63% |

| 전임 권중광 | 제7대 인천광역시 서구청장 1998년 7월 1일~2002년 6월 30일 | 후임 이학재 |